# خیرآباد (سروستان)
خیرآباد (سروستان)، روستایی از توابع بخش کوهنجان، شهرستان سروستان در دهستان کوهنجان ایران است.

## جمعیت
این روستا براساس سرشماری مرکز آمار ایران در سال ۱۳۸۵، جمعیت آن ۱۳۲ نفر بوده‌است.